# HMS Truncheon
Le HMS Truncheon (pennant number : P353) est un sous-marin du troisième groupe de la classe T en service dans la Royal Navy, entré en service à la fin de la Seconde Guerre mondiale. Il est le premier (et jusqu’à présent, le seul) navire de la Royal Navy à porter le nom de Truncheon (en français: matraque). Il a été vendu à Israël en 1968 et mis en service dans la Marine israélienne sous le nom de INS Dolphin.

## Conception
Les sous-marins de la classe S, quoique très réussis, se sont avérés trop petits pour des opérations lointaines. Il fallut mettre en chantier la classe T, également très réussie, qui avait 21 mètres de longueur en plus et un déplacement de 1000 tonnes. Alors que les bâtiments de la classe S avaient seulement six tubes lance-torpilles d'étrave, ceux de la classe T en avaient huit, dont deux dans un bulbe d'étrave, plus deux autres dans la partie mince de la coque au milieu du navire.

## Engagements
Le HMS Truncheon fut construit à l’arsenal de Devonport. Sa quille fut posée le 5 novembre 1942, il fut lancé le 22 février 1944 et Mis en service le 25 mai 1945.
À la fin de la guerre, tous les navires survivants des groupes 1 et 2 ont été démolis, mais les navires du groupe 3 (qui étaient soudés plutôt que rivetés) ont été conservés et équipés de mâts de schnorchel.
Le sous-marin a été acheté par Israël en 1968 et commissionné dans la Marine israélienne. Deux de ses sister-ships de classe T, le HMS Turpin et le HMS Totem, ont également été vendus à Israël. Il a été mis à la ferraille en 1977. Au moment de son retrait du service, il était le dernier sous-marin de classe T en service dans le monde. Le nom de Dolphin a été donné au navire de tête de la nouvelle classe de sous-marins mise en service par Israël en 1999, devenant ainsi la classe Dolphin.